# Liste des sites et monuments classés de la wilaya d'Alger
Cet article présente une liste des sites et monuments classés de la wilaya d'Alger.

## Liste
| Id     | Identification du bien | Datation           | Commune                                   | Coordonnées                      | Catégorie du classement                     | Mesures et date de protection | Date de publication au Journal Officiel | Illustration    |                       |
| ------ | --- | ------------------ | ----------------------------------------- | -------------------------------- | ------------------------------------------- | --- | --------------------------------------- | --------------- | --------------------- |
| 16-001 | Antique Rusguniae | Antique            | El Marsa                                  | 36° 48′ 17″ nord, 3° 14′ 22″ est | Classé                                      | Classé sur la liste des biens culturels par arrêté du 12/09/2012, après avis conforme de la commission nationale des biens culturels tenu le 27/06/2011. | N° 36 du 18/07/2013                     |                 | Télécharger une image |
| 16-002 | Aqueduc de Hydra | Médiévale          | Hydra                                     | à géolocaliser                   | Classé                                      | Classé sur la liste des biens culturels par arrêté du 12/09/2012, après avis conforme de la commission nationale des biens culturels tenu le 27/06/2011. | N° 36 du 18/07/2013                     | Image manquante | Télécharger une image |
| 16-003 | Basilique Notre-Dame-d'Afrique | Contemporaine      | Bologhine                                 | à géolocaliser                   | Classé                                      | Classé sur la liste des biens culturels par arrêté du 12/09/2012, après avis conforme de la commission nationale des biens culturels tenu le 27/06/2011. | N° 36 du 18/07/2013                     |                 | Télécharger une image |
| 16-004 | Bible d'autel dans le temple protestant de la rue Chartres (Bien culturel protégé disparu) | Médiévale          | Casbah                                    | à géolocaliser                   | Classé                                      | Classé parmi les objets mobiliers classés en date du 20/12/1967, Conformément à l'article 62 de l'ordonnance N° 67-281 du 20/12/1967 | N°07 du 23/01/1968                      | Image manquante | Télécharger une image |
| 16-005 | Bordj Mers Ed Debane El Djadid | Médiévale          | Raïs Hamidou                              | à géolocaliser                   | Classé                                      | Classé sur la liste des biens culturels par arrêté du 12/09/2012, après avis conforme de la commission nationale des biens culturels tenu le 27/06/2011. | N° 36 du 18/07/2013                     | Image manquante | Télécharger une image |
| 16-006 | Bordj Polignac | Médiévale          | Bouzaréah                                 | à géolocaliser                   | Classé                                      | Classé parmi les sites et monuments historiques en date du 04/10/1948, Conformément à l'article 62 de l'ordonnance N° 67-281 du 20/12/1967 | N° 07 du 23/01/1968                     | Image manquante | Télécharger une image |
| 16-007 | Casbah (Forteresse, Citadelle d'Alger) | Médiévale          | Casbah                                    | 36° 47′ 03″ nord, 3° 03′ 32″ est | Classé                                      | Classé parmi les sites et monuments historiques en date du 30/03/1887, Conformément à l'article 62 de l'ordonnance N° 67-281 du 20/12/1967 | N° 07 du 23/01/1968                     |                 | Télécharger une image |
| 16-008 | Citadelle du fort l'Empereur | Médiévale          | El Biar                                   | à géolocaliser                   | Classé                                      | Classé parmi les sites et monuments historiques en date du 24/04/1930, Conformément à l'article 62 de l'ordonnance N° 67-281 du 20/12/1967 | N° 07 du 23/01/1968                     |                 | Télécharger une image |
| 16-009 | Dar El Souf (ex-Cour d'assises) | Médiévale          | Casbah                                    | à géolocaliser                   | Classé                                      | Classé parmi les sites et monuments historiques en date du 12/02/1887, Conformément à l'article 62 de l'ordonnance N° 67-281 du 20/12/1967 | N° 07 du 23/01/1968                     | Image manquante | Télécharger une image |
| 16-010 | Dar Hassen Pacha | Médiévale          | Casbah                                    | à géolocaliser                   | Classé                                      | Classé parmi les monuments historiques par arrêté du 01/02/1982, après avis favorable de la commission nationale des monuments et sites historiques tenu le 27/12/1978. | N° 18 du 04/05/1982                     | Image manquante | Télécharger une image |
| 16-011 | Dar Mustapha Pacha (ex- bibliothèque nationale) | Médiévale          | Casbah                                    | 36° 47′ 08″ nord, 3° 03′ 39″ est | Classé                                      | Classé parmi les sites et monuments historiques en date du 12/02/1887, Conformément à l'article 62 de l'ordonnance N° 67-281 du 20/12/1967 | N° 07 du 23/01/1968                     |                 | Télécharger une image |
| 16-012 | Divers objets de cultes dans les synagogues de l'impasse Boutin n°2 et de la rue Médéa (Bien culturel protégé disparu)                                                                                   | Médiévale          | Casbah                                    | à géolocaliser                   | Classé                                      | Classé parmi les objets mobiliers classés en date du 20/12/1967, Conformément à l'article 62 de l'ordonnance N° 67-281 du 20/12/1967 | N°07 du 23/01/1968                      | Image manquante | Télécharger une image |
| 16-013 | Djenane Lakhdar | Moderne            | El Madania                                | à géolocaliser                   | Classé                                      | Classé sur la liste des biens culturels par arrêté du 24/01/2019, après avis conforme de la commission nationale des biens culturels tenu le 11/07/2018. | N°29 de 05/05/2019                      | Image manquante | Télécharger une image |
| 16-014 | Djenane Rais Hamidou | Médiévale          | El Biar                                   | à géolocaliser                   | Classé                                      | Classé sur la liste des biens culturels par arrêté du 12/09/2012, après avis conforme de la commission nationale des biens culturels tenu le 27/06/2011. | N° 36 du 18/07/2013                     | Image manquante | Télécharger une image |
| 16-015 | Dolmens Bologhine Ibnou Ziri (ex-Saint Eugène) | Protohistorique    | Bologhine                                 | à géolocaliser                   | Classé                                      | Classé parmi les sites et monuments historiques en (L.1900), Conformément à l'article 62 de l'ordonnance N° 67-281 du 20/12/1967 | N° 07 du 23/01/1968                     |                 | Télécharger une image |
| 16-016 | Édifice abritant l'hôtel El Djazair | Moderne            | El Madania                                | à géolocaliser                   | Classé                                      | Inscrit sur l'inventaire général des biens culturels immobiliers par arrêté du 14/07/2007, après avis favorable de la commission nationale des biens culturels tenu le 12/10/2006. | N° 60 du 26/09/2007                     | Image manquante | Télécharger une image |
| 16-017 | Ex-grand séminaire de Kouba | Contemporaine      | Kouba                                     | à géolocaliser                   | Classé                                      | Classé sur la liste des biens culturels par arrêté du 12/09/2012, après avis conforme de la commission nationale des biens culturels tenu le 27/06/2011. | N° 36 du 18/07/2013                     | Image manquante | Télécharger une image |
| 16-018 | Extrémité Nord-Ouest de la presqu'île Sidi Frej (terrain militaire) contenant des ruines romaines | Antique            | Staoueli                                  | à géolocaliser                   | Classé                                      | Classé parmi les sites et monuments historiques en date du 01/04/1927, Conformément à l'article 62 de l'ordonnance N° 67-281 du 20/12/1967 | N° 07 du 23/01/1968                     | Image manquante | Télécharger une image |
| 16-019 | Fontaine arabe et marabout au Hamma, lieu dit ( les platanes au jardin d'Essai | Médiévale          | Sidi M'hamed                              | à géolocaliser                   | Classé                                      | Classé parmi les sites et monuments historiques en date du 20/02/1911, Conformément à l'article 62 de l'ordonnance N° 67-281 du 20/12/1967 | N° 07 du 23/01/1968                     | Image manquante | Télécharger une image |
| 16-020 | Fontaine de l'Amirauté | Moderne            | Casbah                                    | à géolocaliser                   | Classé                                      | Classé parmi les sites et monuments historiques en date du 13/05/1905, Conformément à l'article 62 de l'ordonnance N° 67-281 du 20/12/1967 | N° 07 du 23/01/1968                     | Image manquante | Télécharger une image |
| 16-021 | Fontaine de la cale aux vins | Moderne            | Oued Koriche                              | à géolocaliser                   | Classé                                      | Classé parmi les sites et monuments historiques en date du 13/05/1905, Conformément à l'article 62 de l'ordonnance N° 67-281 du 20/12/1967 | N° 07 du 23/01/1968                     | Image manquante | Télécharger une image |
| 16-022 | Fort Turc de Bordj El Kiffan | Médiévale          | Bordj El Kiffan                           | à géolocaliser                   | Classé                                      | Inscrit sur l'inventaire général des biens culturels immobiliers par arrêté du 14/07/2007, après avis favorable de la commission nationale des biens culturels tenu le 12/10/2006. | N° 60 du 26/09/2007                     |                 | Télécharger une image |
| 16-023 | Galeries Algériennes | Contemporaine      | Alger-Centre                              | à géolocaliser                   | Classé                                      | Classé sur la liste des biens culturels par arrêté du 12/09/2012, après avis conforme de la commission nationale des biens culturels tenu le 27/06/2011. | N° 36 du 18/07/2013                     | Image manquante | Télécharger une image |
| 16-024 | Grande Mosquée (Djamaâ El Kébir) | Moderne            | Casbah                                    | 36° 47′ 07″ nord, 3° 03′ 51″ est | Classé                                      | Classé parmi les sites et monuments historiques en date du 30/03/1887, Conformément à l'article 62 de l'ordonnance N° 67-281 du 20/12/1967 | N° 07 du 23/01/1968                     |                 | Télécharger une image |
| 16-025 | Groupe de maisons mauresques (bastion 23) ex-rue du 14 Juin | Médiévale          | Casbah                                    | à géolocaliser                   | Classé                                      | Classé parmi les sites et monuments historiques en date du 30/10/1909, Conformément à l'article 62 de l'ordonnance N° 67-281 du 20/12/1967 | N° 07 du 23/01/1968                     |                 | Télécharger une image |
| 16-026 | Inscription romaine gravée sur une pierre encastrée dans la façade d'un immeuble situé rue Bab Azzoun à l'angle de la rue Caftan                                                                         | Antique            | Casbah                                    | à géolocaliser                   | Classé                                      | Classé parmi les sites et monuments historiques en date du 23/08/1900, Conformément à l'article 62 de l'ordonnance N° 67-281 du 20/12/1967 | N° 07 du 23/01/1968                     | Image manquante | Télécharger une image |
| 16-027 | Maison Boukenoura | Moderne            | Bologhine                                 | à géolocaliser                   | Classé                                      | Inscrit sur l'inventaire général des biens culturels immobiliers par arrêté du 14/07/2007, après avis favorable de la commission nationale des biens culturels tenu le 12/10/2006. | N° 60 du 26/09/2007                     | Image manquante | Télécharger une image |
| 16-028 | Maison de l'artiste peintre Mohammed Khadda | Contemporaine      | Alger-Centre                              | à géolocaliser                   | Classé                                      | Classé sur la liste des biens culturels par arrêté du 17/06/2017, après avis conforme de la commission nationale des biens culturels tenu le 18/10/2016. | N° 32 du 12/10/2017                     | Image manquante | Télécharger une image |
| 16-029 | Maison des ‘22' | Contemporaine      | El Madania                                | à géolocaliser                   | Classé                                      | Inscrit sur l'inventaire général des biens culturels immobiliers par arrêté du 14/07/2007, après avis favorable de la commission nationale des biens culturels tenu le 12/10/2006. | N° 60 du 26/09/2007                     | Image manquante | Télécharger une image |
| 16-030 | Maison du Khaznadji (ex-Archevêché) | Médiévale          | Casbah                                    | à géolocaliser                   | Classé                                      | Classé parmi les sites et monuments historiques en date du 12/02/1887, Conformément à l'article 62 de l'ordonnance N° 67-281 du 20/12/1967 | N° 07 du 23/01/1968                     | Image manquante | Télécharger une image |
| 16-031 | Maison où sont morts Ali la Pointe et ses compagnons | Moderne            | Casbah                                    | à géolocaliser                   | Classé                                      | Inscrit sur l'inventaire général des biens culturels immobiliers par arrêté du 14/07/2007, après avis favorable de la commission nationale des biens culturels tenu le 12/10/2006. | N° 60 du 26/09/2007                     | Image manquante | Télécharger une image |
| 16-032 | Marabout à Coupole Hassen Pacha dit ( Ben Ali ) situé rue du même nom | Médiévale          | Casbah                                    | à géolocaliser                   | Classé                                      | Classé parmi les sites et monuments historiques en date du 13/05/1905, Conformément à l'article 62 de l'ordonnance N° 67-281 du 20/12/1967 | N° 07 du 23/01/1968                     | Image manquante | Télécharger une image |
| 16-033 | Marabout du jardin (Marengo), connu sous le nom du tombeau de la reine | Médiévale          | Casbah                                    | 36° 47′ 21″ nord, 3° 03′ 33″ est | Classé                                      | Classé parmi les sites et monuments historiques en date du 13/05/1905, Conformément à l'article 62 de l'ordonnance N° 67-281 du 20/12/1967 | N° 07 du 23/01/1968                     |                 | Télécharger une image |
| 16-034 | Mausolée « Sidi M'hamed Boukabrine » | Médiévale          | Mohamed Belouizdad                        | à géolocaliser                   | Classé                                      | Classé sur la liste des biens culturels par arrêté du 28/04/2013, après avis conforme de la commission nationale des biens culturels tenu le 14/01/2013. | N° 26 du 07/05/2014                     | Image manquante | Télécharger une image |
| 16-035 | Mosaïque de la mosquée de Tadfina à Tlemcen déposée au Musée National des Antiquités | Antique            | Sidi M'hamed                              | à géolocaliser                   | Classé                                      | Classé parmi les objets mobiliers classés en date du 20/12/1967, Conformément à l'article 62 de l'ordonnance N° 67-281 du 20/12/1967 | N°07 du 23/01/1968                      | Image manquante | Télécharger une image |
| 16-036 | Mosquée Abderrahmane El-Taâlibi | Médiévale          | Casbah                                    | 36° 47′ 17″ nord, 3° 03′ 35″ est | Classé                                      | Classé parmi les sites et monuments historiques en date du 30/03/1887, Conformément à l'article 62 de l'ordonnance N° 67-281 du 20/12/1967 | N° 07 du 23/01/1968                     |                 | Télécharger une image |
| 16-037 | Mosquée Ali Betchine (ex-église N.D des Victoires) | Moderne            | Casbah                                    | à géolocaliser                   | Classé                                      | Classé parmi les sites et monuments historiques en date du 29/04/1949, Conformément à l'article 62 de l'ordonnance N° 67-281 du 20/12/1967 | N° 07 du 23/01/1968                     | Image manquante | Télécharger une image |
| 16-038 | Mosquée Djamaâ El- Djedid (Pêcherie) | Médiévale          | Casbah                                    | 36° 47′ 06″ nord, 3° 03′ 47″ est | Classé                                      | Classé parmi les sites et monuments historiques en date du 30/03/1887, Conformément à l'article 62 de l'ordonnance N° 67-281 du 20/12/1967 | N° 07 du 23/01/1968                     |                 | Télécharger une image |
| 16-039 | Mosquée Es-safir | Médiévale          | Casbah                                    | à géolocaliser                   | Classé                                      | Classé parmi les sites et monuments historiques en date du 13/05/1905, Conformément à l'article 62 de l'ordonnance N° 67-281 du 20/12/1967 | N° 07 du 23/01/1968                     | Image manquante | Télécharger une image |
| 16-040 | Mosquée et marabouts dit ( de Sidi Madjouba ) | Médiévale          | Bouzaréah                                 | à géolocaliser                   | Classé                                      | Classé parmi les sites et monuments historiques en date du 17/12/1951, Conformément à l'article 62 de l'ordonnance N° 67-281 du 20/12/1967 | N° 07 du 23/01/1968                     | Image manquante | Télécharger une image |
| 16-041 | Mosquée Ketchaoua (ex-cathédrale) | Moderne            | Casbah                                    | 36° 47′ 06″ nord, 3° 03′ 39″ est | Classé                                      | Classé parmi les sites et monuments historiques en date du 26/03/1908, Conformément à l'article 62 de l'ordonnance N° 67-281 du 20/12/1967 | N° 07 du 23/01/1968                     |                 | Télécharger une image |
| 16-042 | Mosquée Mohamed Chérif | Médiévale          | Casbah                                    | à géolocaliser                   | Classé                                      | Classé parmi les sites et monuments historiques en date du 13/05/1905, Conformément à l'article 62 de l'ordonnance N° 67-281 du 20/12/1967 | N° 07 du 23/01/1968                     |                 | Télécharger une image |
| 16-043 | Mosquée Sidi Ramdane | Médiévale          | Casbah                                    | à géolocaliser                   | Classé                                      | Classé parmi les sites et monuments historiques en date du 26/02/1904, Conformément à l'article 62 de l'ordonnance N° 67-281 du 20/12/1967 | N° 07 du 23/01/1968                     |                 | Télécharger une image |
| 16-044 | Musée du Bardo | Médiévale          | Alger-Centre                              | à géolocaliser                   | Classé                                      | Inscrit sur l'inventaire général des biens culturels immobiliers par arrêté du 14/07/2007, après avis favorable de la commission nationale des biens culturels tenu le 12/10/2006. | N° 60 du 26/09/2007                     | Image manquante | Télécharger une image |
| 16-045 | Musée National des Antiquités | Moderne            | Alger-Centre                              | à géolocaliser                   | Classé                                      | Inscrit sur l'inventaire général des biens culturels immobiliers par arrêté du 14/07/2007, après avis favorable de la commission nationale des biens culturels tenu le 12/10/2006. | N° 60 du 26/09/2007                     | Image manquante | Télécharger une image |
| 16-046 | Musée National des Beaux Arts | Contemporaine      | Sidi M'Hamed                              | à géolocaliser                   | Classé                                      | Inscrit sur l'inventaire général des biens culturels immobiliers par arrêté du 14/07/2007, après avis favorable de la commission nationale des biens culturels tenu le 12/10/2006. | N° 60 du 26/09/2007                     | Image manquante | Télécharger une image |
| 16-047 | Palais du Peuple | Moderne            | Sidi M'hamed                              | à géolocaliser                   | Classé                                      | Inscrit sur l'inventaire général des biens culturels immobiliers par arrêté du 14/07/2007, après avis favorable de la commission nationale des biens culturels tenu le 12/10/2006. | N° 60 du 26/09/2007                     | Image manquante | Télécharger une image |
| 16-048 | Palais Mustapha Pacha | Médiévale          | Sidi M'hamed                              | à géolocaliser                   | Classé                                      | Inscrit sur l'inventaire général des biens culturels immobiliers par arrêté du 14/07/2007, après avis favorable de la commission nationale des biens culturels tenu le 12/10/2006. | N° 60 du 26/09/2007                     | Image manquante | Télécharger une image |
| 16-049 | Parchemins dits séraphines et garnitures de la synagogue de la rue Scipion (Bien culturel protégé disparu)                                                                                               | Médiévale          | Casbah                                    | à géolocaliser                   | Classé                                      | Classé parmi les objets mobiliers classés en date du 20/12/1967, Conformément à l'article 62 de l'ordonnance N° 67-281 du 20/12/1967 | N°07 du 23/01/1968                      | Image manquante | Télécharger une image |
| 16-050 | Phare de Cap Caxine | Contemporaine      | El Hammamet                               | à géolocaliser                   | Classé                                      | Classé parmi les sites et monuments historiques par arrêté du 03/11/1999, après avis favorable de la commission nationale des monuments historiques émis lors de ses réunions du 18/04/1987, du 7/03/1988, du 17/06/1990, du 30/12/1991, du 19/01/1995, du 05/03/1996, du 13/05/1997, du 24/12/1997, du 24/12/1997, et du 26/07/1998. | N° 87 du 08/12/1999                     |                 | Télécharger une image |
| 16-051 | Porte de Penon (Bien culturel protégé disparu) | Médiévale          | Casbah                                    | à géolocaliser                   | Classé                                      | Classé parmi les sites et monuments historiques en date du 17/02/1905, Conformément à l'article 62 de l'ordonnance N° 67-281 du 20/12/1967 | N° 07 du 23/01/1968                     | Image manquante | Télécharger une image |
| 16-052 | Porte Turque de l'Arsenal (Bien culturel protégé disparu) | Médiévale          | Casbah                                    | à géolocaliser                   | Classé                                      | Classé parmi les sites et monuments historiques en (L.1900), Conformément à l'article 62 de l'ordonnance N° 67-281 du 20/12/1967 | N° 07 du 23/01/1968                     | Image manquante | Télécharger une image |
| 16-053 | Prison de Barberousse | Moderne            | Casbah                                    | à géolocaliser                   | Classé                                      | Classé parmi les sites et monuments historiques par arrêté du 03/11/1999, après avis favorable de la commission nationale des monuments historiques émis lors de ses réunions du 18/04/1987, du 7/03/1988, du 17/06/1990, du 30/12/1991, du 19/01/1995, du 05/03/1996, du 13/05/1997, du 24/12/1997, du 24/12/1997, et du 26/07/1998. | N° 87 du 08/12/1999                     | Image manquante | Télécharger une image |
| 16-054 | Rouleaux de la loi et divers objets de culte en argent, appartenant à la synagogue de la place Randon aux 2es et 3es étages de l'immeuble du consistoire, 1, rue Volland.(Bien culturel protégé disparu) | Médiévale          | Casbah                                    | à géolocaliser                   | Classé                                      | Classé parmi les objets mobiliers classés en date du 20/12/1967, Conformément à l'article 62 de l'ordonnance N° 67-281 du 20/12/1967 | N°07 du 23/01/1968                      | Image manquante | Télécharger une image |
| 16-055 | Siège de l'université d'Alger 1 ex –faculté centrale | Contemporaine      | Alger-Centre                              | à géolocaliser                   | Classé                                      | Classé sur la liste des biens culturels par arrêté du 17/06/2017, après avis conforme de la commission nationale des biens culturels tenu le 18/10/2016. | N° 32 du 12/10/2017                     | Image manquante | Télécharger une image |
| 16-056 | Siège de la grande poste | Contemporaine      | Alger-Centre                              | à géolocaliser                   | Classé                                      | Classé sur la liste des biens culturels par arrêté du 24/01/2019, après avis conforme de la commission nationale des biens culturels tenu le 11/07/2018. | N°29 de 05/05/2019                      | Image manquante | Télécharger une image |
| 16-057 | Théâtre national Algérien | Contemporaine      | Casbah                                    | à géolocaliser                   | Classé                                      | Classé sur la liste des biens culturels par arrêté du 24/01/2019, après avis conforme de la commission nationale des biens culturels tenu le 11/07/2018. | N°29 de 05/05/2019                      | Image manquante | Télécharger une image |
| 16-058 | Tombeaux mégalithiques sur la plateau de Béni Messous | Protohistorique    | Béni Messous                              | à géolocaliser                   | Classé                                      | Classé parmi les sites et monuments historiques en (L.1900), Conformément à l'article 62 de l'ordonnance N° 67-281 du 20/12/1967 | N° 07 du 23/01/1968                     | Image manquante | Télécharger une image |
| 16-059 | Vestiges de l'enceinte de la Médina d'Alger | Médiévale          | Casbah                                    | à géolocaliser                   | Classé                                      | Classé parmi les monuments historiques par arrêté du 19/10/1982, après avis favorable de la commission nationale des monuments et sites historiques tenu le 26/12/1979. | N° 48 du 30/11/1982                     | Image manquante | Télécharger une image |
| 16-060 | Vestiges des fortifications dites ( Bastion XI ) | Moderne            | Casbah                                    | à géolocaliser                   | Classé                                      | Classé parmi les sites et monuments historiques en date du 09/09/1930, Conformément à l'article 62 de l'ordonnance N° 67-281 du 20/12/1967 | N° 07 du 23/01/1968                     | Image manquante | Télécharger une image |
| 16-061 | Villa Abdelatif | Médiévale          | Mohamed Belouizdad                        | à géolocaliser                   | Classé                                      | Classé parmi les sites et monuments historiques en date du 29/09/1922, Conformément à l'article 62 de l'ordonnance N° 67-281 du 20/12/1967 | N° 07 du 23/01/1968                     | Image manquante | Télécharger une image |
| 16-062 | Villa Brosette | Moderne            | El Mouradia                               | à géolocaliser                   | Classé                                      | Classé sur la liste des biens culturels par arrêté du 28/04/2013, après avis conforme de la commission nationale des biens culturels tenu le 14/01/2013. | N° 34 du 08/06/2016                     | Image manquante | Télécharger une image |
| 16-063 | Villa des arcades | Médiévale          | El Madania                                | à géolocaliser                   | Classé                                      | Classé parmi les sites et monuments historiques en date du 31/07/1945, Conformément à l'article 62 de l'ordonnance N° 67-281 du 20/12/1967 | N° 07 du 23/01/1968                     | Image manquante | Télécharger une image |
| 16-064 | Villa Hussein Dey | Médiévale          | Hussein Dey                               | à géolocaliser                   | Classé                                      | Classé parmi les monuments historiques par arrêté du 19/10/1982, après avis favorable de la commission nationale des monuments et sites historiques tenu le 26/12/1979. | N° 48 du 30/11/1982                     | Image manquante | Télécharger une image |
| 16-065 | Villa Mahieddine | Médiévale          | Sidi M'hamed                              | à géolocaliser                   | Classé                                      | Classé parmi les sites et monuments historiques en date du 26/04/1927, Conformément à l'article 62 de l'ordonnance N° 67-281 du 20/12/1967 | N° 07 du 23/01/1968                     | Image manquante | Télécharger une image |
| 16-066 | Villa Sésini | Contemporaine      | El Madania                                | à géolocaliser                   | Classé                                      | Classé sur la liste des biens culturels par arrêté du 28/04/2013, après avis conforme de la commission nationale des biens culturels tenu le 14/01/2013. | N° 34 du 08/06/2016.                    | Image manquante | Télécharger une image |
| 16-067 | Djenane Koursi El Djelloia | Moderne            | El Madania                                | à géolocaliser                   | Inscription sur l'inventaire supplémentaire | Inscrit sur l'inventaire supplémentaire Arrêté signé par le wali N° 2360 du 25/04/2013 | Arrêté non pub au journal officiel      | Image manquante | Télécharger une image |
| 16-068 | Dolmens Ain Benian | Protohistorique    | Ain Benian                                | à géolocaliser                   | Inscription sur l'inventaire supplémentaire | Inscrit sur l'inventaire supplémentaire Arrêté signé par le wali N° 2364 du 25/04/2013 | Arrêté non pub au journal officiel      | Image manquante | Télécharger une image |
| 16-069 | Fort Barberousse | Moderne            | Rais Hamidou                              | à géolocaliser                   | Inscription sur l'inventaire supplémentaire | Inscrit sur l'inventaire supplémentaire Arrêté signé par le wali N° 2248 du 28/04/2014 | Arrêté non pub au journal officiel      | Image manquante | Télécharger une image |
| 16-070 | Fort Stamboule | Moderne            | Bordj El Kiffan                           | à géolocaliser                   | Inscription sur l'inventaire supplémentaire | Inscrit sur l'inventaire supplémentaire Arrêté signé par le wali N° 2087 du 21/04/2014 | Arrêté non pub au journal officiel      | Image manquante | Télécharger une image |
| 16-071 | Palais Boulkine | Moderne            | Hussein Dey                               | à géolocaliser                   | Inscription sur l'inventaire supplémentaire | Inscrit sur l'inventaire supplémentaire Arrêté signé par le wali N° 2246 du 28/04/2014 | Arrêté non pub au journal officiel      | Image manquante | Télécharger une image |
| 16-072 | Palais Rahet El Dey | Moderne            | Bologhine                                 | à géolocaliser                   | Inscription sur l'inventaire supplémentaire | Inscrit sur l'inventaire supplémentaire Arrêté signé par le wali N° 2088 du 21/04/2014 | Arrêté non pub au journal officiel      | Image manquante | Télécharger une image |
| 16-073 | Palais Royal | Contemporaine      | Ben Aknoun                                | à géolocaliser                   | Inscription sur l'inventaire supplémentaire | Inscrit sur l'inventaire supplémentaire Arrêté signé par le wali N° 2359 du 25/04/2013 | Arrêté non pub au journal officiel      | Image manquante | Télécharger une image |
| 16-074 | Siège de la Wilaya d'Alger | Contemporaine      | Alger-Centre                              | à géolocaliser                   | Inscription sur l'inventaire supplémentaire | Inscrit sur inventaire supplémentaire Pv de réunion de la commission de la wilaya date du 15/03/2011 | Arrêté non pub au journal officiel      | Image manquante | Télécharger une image |
| 16-075 | Villa Kseb El Hind | Moderne            | Mohamed Belouizdad                        | à géolocaliser                   | Inscription sur l'inventaire supplémentaire | Inscrit sur l'inventaire supplémentaire Arrêté signé par le wali N° 2087 du 28/04/2014 | Arrêté non pub au journal officiel      | Image manquante | Télécharger une image |
| 16-076 | Maison dEl Anka dar Essaad | Moderne            | Commune                                   | à géolocaliser                   | Ouverture d'instance de classement          | Ouverture d'instance de classement parmi les monuments historiques en date du 24/10/2013 | N° 09 du 20/02/2014                     | Image manquante | Télécharger une image |
| 16-077 | Villa Ben Merabet | Contemporaine      | Mohamed Belouizdad                        | à géolocaliser                   | Ouverture d'instance de classement          | Ouverture d'instance de classement parmi les monuments historiques en date du 12/09/2012 | N° 46 du 22/09/2013                     | Image manquante | Télécharger une image |
| 16-078 | Casbah d'Alger | Période stratifiée | Casbah Bab El Oued Alger centre           | à géolocaliser                   | Secteur sauvegardé                          | 1- Inscrits sur la liste du patrimoine mondial en 1992 2- Créé et délimité en secteur sauvegardé par Décret Exécutif n° 05-173 du 09/05/2005, après avis favorable de la commission nationale des biens culturels tenu le 05/02/2003                                                                                                  | 2 -N° 34 du 11/05/2005                  | Image manquante | Télécharger une image |
| 16-079 | Abords de la Villa Mehieddine | Aucune datation    | Sidi M'hamed                              | à géolocaliser                   | Sites naturels                              | Classé parmi les sites et monuments naturels en date du 16/10/1948, Conformément à l'article 62 de l'ordonnance N° 67-281 du 20/12/1967 | N° 07 du 23/01/1968                     | Image manquante | Télécharger une image |
| 16-080 | Abords de la villa des arcades | Aucune datation    | El Madania                                | à géolocaliser                   | Sites naturels                              | Classé parmi les sites et monuments naturels en date du 31/07/1945, Conformément à l'article 62 de l'ordonnance N° 67-281 du 20/12/1967 | N° 07 du 23/01/1968                     | Image manquante | Télécharger une image |
| 16-081 | Abords de la villa Louvet | Aucune datation    | Hussein Dey                               | à géolocaliser                   | Sites naturels                              | Classé parmi les sites et monuments naturels en date du 09/04/1946, Conformément à l'article 62 de l'ordonnance N° 67-281 du 20/12/1967 | N° 07 du 23/01/1968                     | Image manquante | Télécharger une image |
| 16-082 | Abords du bordj Polignac | Aucune datation    | Bouzaréah                                 | à géolocaliser                   | Sites naturels                              | Classé parmi les sites et monuments naturels en date du 04/10/1948, Conformément à l'article 62 de l'ordonnance N° 67-281 du 20/12/1967 | N° 07 du 23/01/1968                     | Image manquante | Télécharger une image |
| 16-083 | Belvédère du chemin des Crêtes | Aucune datation    | Raïs Hamidou                              | à géolocaliser                   | Sites naturels                              | Classé parmi les sites et monuments naturels en date du 13/11/1928, Conformément à l'article 62 de l'ordonnance N° 67-281 du 20/12/1967 | N° 07 du 23/01/1968                     | Image manquante | Télécharger une image |
| 16-084 | Bois entourant le Fort l'Empereur | Aucune datation    | El Biar                                   | à géolocaliser                   | Sites naturels                              | Classé parmi les sites et monuments naturels en date du 24/11/1930, Conformément à l'article 62 de l'ordonnance N° 67-281 du 20/12/1967 | N° 07 du 23/01/1968                     | Image manquante | Télécharger une image |
| 16-085 | Forêt de Baïnem | Aucune datation    | Ain Benian, Chéraga, Bouzareah, Bologhine | à géolocaliser                   | Sites naturels                              | Classé parmi les sites et monuments naturels en date du 02/10/1954, Conformément à l'article 62 de l'ordonnance N° 67-281 du 20/12/1967 | N° 07 du 23/01/1968                     | Image manquante | Télécharger une image |
| 16-086 | Forêt de Sidi Fredj | Aucune datation    | Staoueli                                  | à géolocaliser                   | Sites naturels                              | Classé parmi les sites et monuments naturels en date du 02/10/1954, Conformément à l'article 62 de l'ordonnance N° 67-281 du 20/12/1967 | N° 07 du 23/01/1968                     | Image manquante | Télécharger une image |
| 16-087 | Forêt domaniale du télégraphe dite ( bois de Boulogne ) | Aucune datation    | Bir Mourad Rais                           | à géolocaliser                   | Sites naturels                              | Classé parmi les sites et monuments naturels en date du 28/02/1928, Conformément à l'article 62 de l'ordonnance N° 67-281 du 20/12/1967 | N° 07 du 23/01/1968                     | Image manquante | Télécharger une image |
| 16-088 | Fort turc de ( Lapérouse ) Bordj El Bahri (ex-Cap Matifou) | Aucune datation    | El Marsa                                  | à géolocaliser                   | Sites naturels                              | Classé parmi les sites et monuments naturels en date du 10/12/1952, Conformément à l'article 62 de l'ordonnance N° 67-281 du 20/12/1967 | N° 07 du 23/01/1968                     | Image manquante | Télécharger une image |
| 16-089 | Jardin d'Essai du Hamma | Aucune datation    | Mohamed Belouizdad                        | 36° 44′ 53″ nord, 3° 04′ 34″ est | Sites naturels                              | Classé parmi les sites et monuments naturels en date du 24/10/1947, Conformément à l'article 62 de l'ordonnance N° 67-281 du 20/12/1967 | N° 07 du 23/01/1968                     |                 | Télécharger une image |
| 16-090 | Jardin Marengo | Aucune datation    | Bab El Oued                               | 36° 47′ 21″ nord, 3° 03′ 33″ est | Sites naturels                              | Classé parmi les sites et monuments naturels en date du 26/04/1950, Conformément à l'article 62 de l'ordonnance N° 67-281 du 20/12/1967 | N° 07 du 23/01/1968                     |                 | Télécharger une image |
| 16-091 | Parc de la Liberté (ex-Galland) | Aucune datation    | Alger-Centre                              | 36° 45′ 45″ nord, 3° 02′ 45″ est | Sites naturels                              | Classé parmi les sites et monuments naturels en date du 18/05/1951, Conformément à l'article 62 de l'ordonnance N° 67-281 du 20/12/1967 | N° 07 du 23/01/1968                     |                 | Télécharger une image |
| 16-092 | Partie Nord de la Falaise Saint-Raphaël comprenant les parcelles ou parties des parcelles n°1225, 1296, 1300, 1309, 1313, 1315                                                                           | Aucune datation    | El Biar                                   | à géolocaliser                   | Sites naturels                              | Classé parmi les sites et monuments naturels en date du 28/02/1928, Conformément à l'article 62 de l'ordonnance N° 67-281 du 20/12/1967 | N° 07 du 23/01/1968                     | Image manquante | Télécharger une image |
| 16-093 | Place Publique | Aucune datation    | Bouzaréah                                 | à géolocaliser                   | Sites naturels                              | Classé parmi les sites et monuments naturels en date du 17/06/1946, Conformément à l'article 62 de l'ordonnance N° 67-281 du 20/12/1967 | N° 07 du 23/01/1968                     | Image manquante | Télécharger une image |
| 16-094 | Villa ( Second-Weber ) et le bois de pins qui l'entour sur l'epéron de la falaise Saint Raphaél à El Biar                                                                                                | Aucune datation    | El Biar                                   | à géolocaliser                   | Sites naturels                              | Classée parmi les sites et monuments naturels en date du 28/02/1928, Conformément à l'article 62 de l'ordonnance N° 67-281 du 20/12/1967 | N° 07 du 23/01/1968                     | Image manquante | Télécharger une image |